# آلفرد دوگن
آلفرد دوگن (انگلیسی: Alfred Duggan; ۱ ژانویهٔ ۱۹۰۳ – ۱ ژانویهٔ ۱۹۶۴) یک تاریخ‌نگار، باستان‌شناس، نویسنده، و رمان‌نویس اهل بریتانیا بود.